# Cornelis Jansz de Haen
Cornelis Jansz de Haen (1580 - 19 april 1633) was een Nederlands marineofficier uit de 17e eeuw. Zijn naam wordt ook gegeven als De Haan. Hij wordt gerekend tot de Nederlandse zeehelden. 
Kees de Haen werd rond 1580 geboren. Hij werd als kapitein aangenomen bij de Admiraliteit van Amsterdam in 1622. Na de oprichting in 1631 van directieschepenkamers voor de particuliere financiering van oorlogsschepen om de Duinkerker kapers te bestrijden, ging De Haen in dienst bij de Kamer Amsterdam. Op 19 april 1633 viel hij met zijn schip een eenheid Duinkerkers aan; hij nam zeven schepen maar sneuvelde toen het achtste geënterd werd. Door zijn heldendood werd hij als een zeeheld vereerd. Hij ligt begraven in de Oude Kerk in Amsterdam. Zijn graf  beschrijft zijn heldendaden en eervolle dood. De Kamer Amsterdam heeft het epitaaf betaald, met een schildering van zijn laatste gevecht. Wegens zijn vechtlust had De Haen de bijnaam 't Haentje.